# 平鹿町

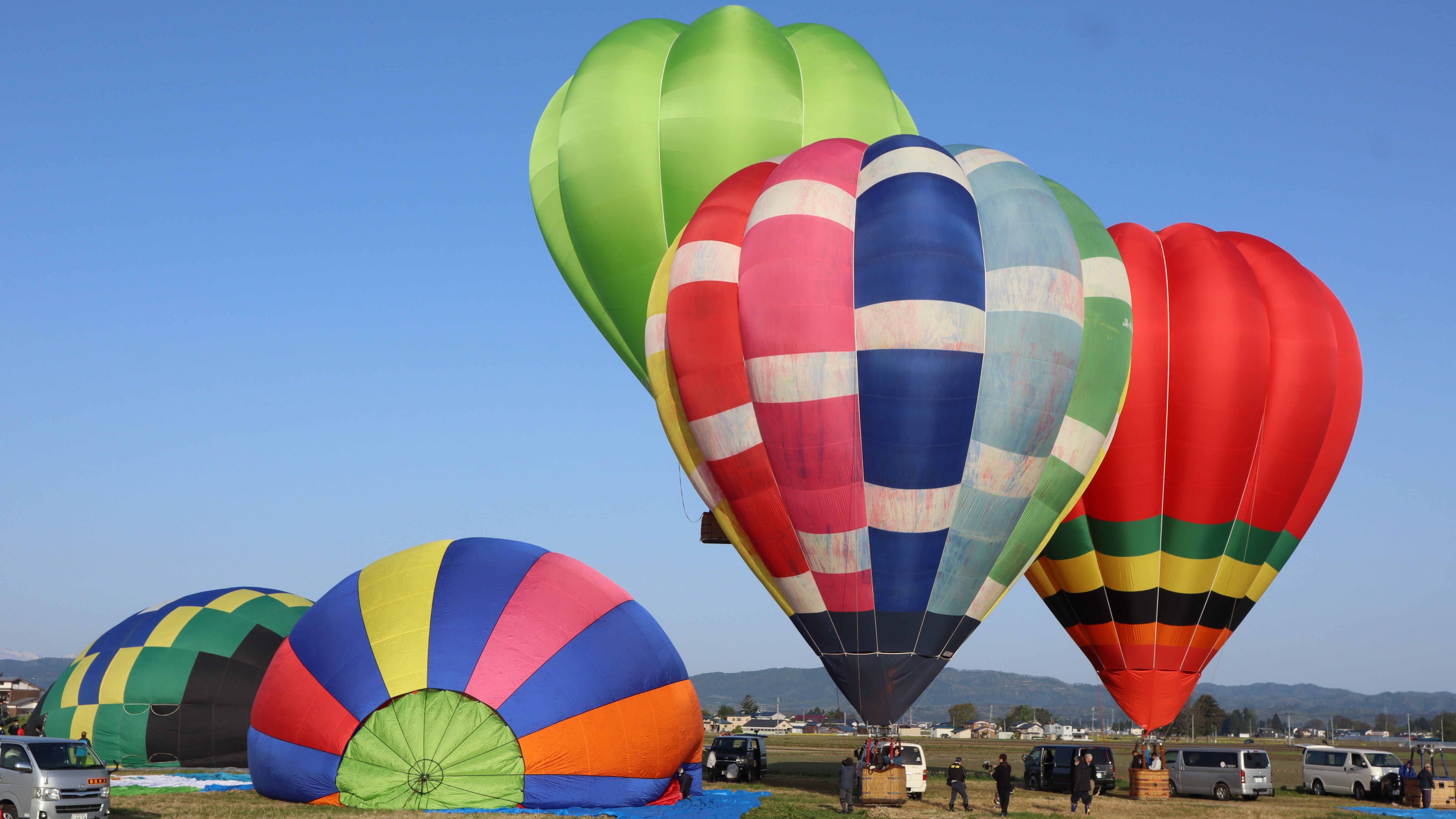
秋田スカイフェスタ

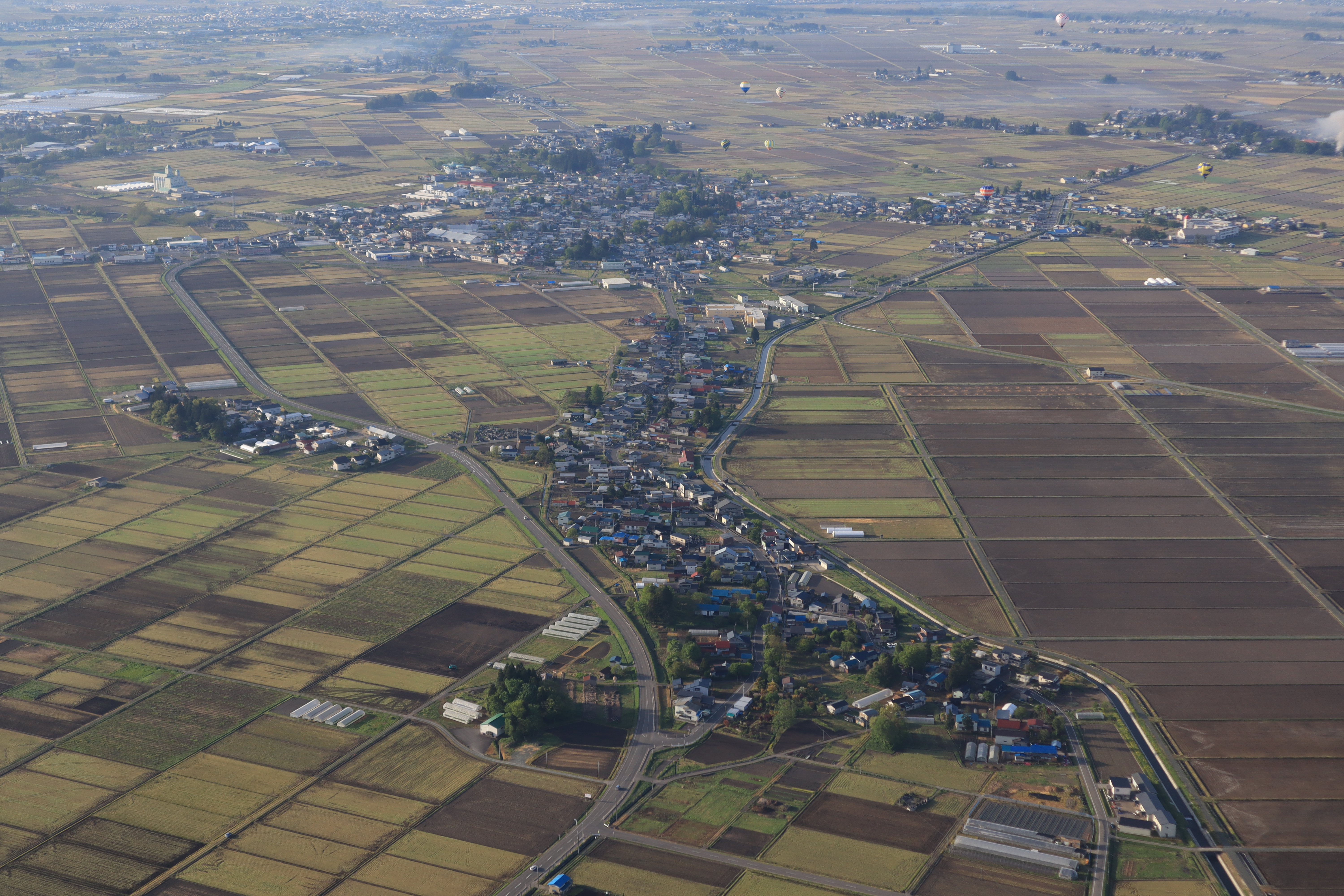
平鹿町浅舞の市街地を上空から望む

平鹿町（ひらかまち）は、秋田県横手市にある地区（広域地名）。人口は11,449人（2020年（令和2年）10月1日現在、国勢調査による）。
2005年（平成17年）10月1日に市町村合併によって横手市となった旧平鹿郡平鹿町の区域をそのまま継承している。平鹿町浅舞、平鹿町上吉田、平鹿町下鍋倉、平鹿町下吉田、平鹿町樽見内、平鹿町醍醐、平鹿町中吉田の7大字からなる。
本項では、旧平鹿町及び地域総称について述べる。

## 地理
横手市の中央部に位置する。町の南東部の醍醐地区で東北中央自動車道と国道13号、奥羽本線が南北に縦貫し、由利本荘市から横手市を通じて岩手県大船渡市に通づる国道107号が町の中央部を東西に横断する。街の中心地は旧浅舞町に当たる浅舞地区にあり、横手市役所平鹿庁舎（平鹿地域局）や浅舞地区交流センター、平鹿体育館などが所在する。
東で山内地域・横手地域、西で雄物川地域、北で大雄地域、南で十文字地域・増田地域と隣接する。

### 山岳
- 金峰山

## 歴史
- 1889年（明治22年）4月1日 - 町村制施行に伴い平鹿郡浅舞村，吉田村，醍醐村が成立。
- 1895年（明治28年）8月30日 - 浅舞村が町制施行して浅舞町となる。
- 1951年（昭和26年）11月15日 日本国有鉄道奥羽本線醍醐駅開業。
- 1956年（昭和31年）
  - 9月20日 - 浅舞町と吉田村の合併により平鹿町が誕生[2]。
  - 10月20日 - 十文字町大字木下の一部を境界変更。
- 1957年
  - 4月1日 - 醍醐村を編入。
  - 6月20日 - 雄物川町大字樽見内、大字砂子田、大字造山、大字東里の各一部を境界変更。
- 1962年（昭和37年）6月1日 - 町章を制定。
- 1976年（昭和51年）9月20日 - 町民憲章・町民歌を制定。
- 1985年（昭和60年）12月26日 - 「非核平和の町」宣言。
- 1990年（平成2年）9月20日 - 町の花・町の木・町の鳥を指定。
- 1990年（平成2年）11月5日 - 十文字町上鍋倉の一部を境界変更。
- 2005年
  - 9月24日 - ABS秋田放送にて、平鹿町企画制作の「ありがとう平鹿町」という記念番組が放映される。
  - 10月1日 - 横手市・増田町・雄物川町・大森町・十文字町・山内村・大雄村と合併し、横手市を新設。同時に平鹿町を廃止。
- 2017年（平成29年）11月1日 - 横手市役所平鹿地域局、平鹿図書館、横手市消防署平鹿分署の機能を統合した複合公共施設が開所。

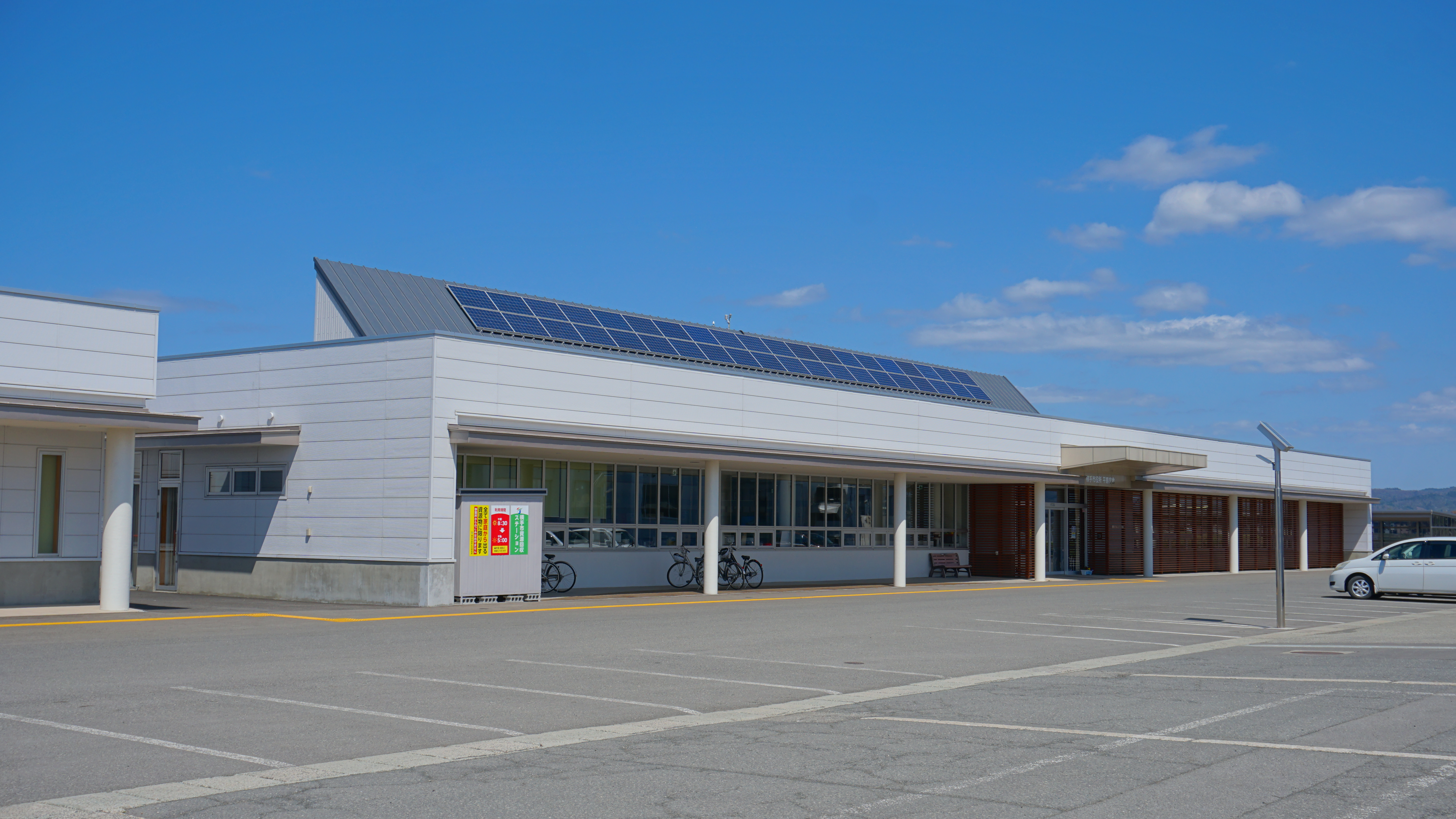
横手市役所平鹿庁舎

### 歴代町長
- 町長職務執行者 中澤忠太郎・前吉田村長
- 初代 寺田伝一郎（昭和31年10月7日 - 33年10月24日）
- 二代 真田和平（昭和33年11月15日 - 40年6月7日）
- 三代 佐藤幸三（昭和40年6月28日 - 平成元年6月27日）
- 四代 最上屋正市（平成元年6月28日 - 13年6月27日）
- 五代 柿﨑幹夫（平成13年6月28日 - 17年9月30日）

### 町民歌
- 平鹿町民歌（作詞：村田誠一、作曲：鶴岡雅義）
町制20周年を記念し制定された。作曲の鶴岡雅義は同町出身の歌手・作曲家。また「鶴岡雅義と東京ロマンチカ」の歌唱で、限定版レコードが発売された。
  - 平鹿町音頭（作詞：佐々木省吾、作曲：鶴岡雅義）
町民歌と同時に制定された。

## 交通

### 鉄道
東日本旅客鉄道
- 奥羽本線
  - 醍醐駅

#### かつて存在した鉄道路線
羽後交通
- 横荘線
  - 樋ノ口駅 - 東浅舞駅 - 浅舞駅 - 豊前駅

### 道路
一般国道
- 国道13号
- 国道107号

主要地方道
- 秋田県道108号川連増田平鹿線
- 秋田県道117号野崎十文字線
- 秋田県道267号金沢吉田柳田線
- 秋田県道270号浅舞醍醐線
- 秋田県道271号植田平鹿線

## 教育

### 高等学校
- 秋田県立平成高等学校

### 中学校
- 横手市立平鹿中学校

### 小学校
- 横手市立浅舞小学校
- 横手市立醍醐小学校
- 横手市立吉田小学校

## 施設
各大字の記事の「施設」の節を参照。

## 観光

### 名所・旧跡
- 浅舞のケヤキ（槻の木）
- 浅舞公園
- 琵琶沼
- 御役屋門
- 吉田城趾

### 祭事・イベント
- たいまつ焼き（1月15日）
- 秋田スカイフェスタ（5月3日 - 5日）
- 荒処の沼入り梵天（5月4日）
- 浅舞公園あやめまつり（6月下旬 - 7月上旬）
- 深間内神楽（8月23日）
- 槻の木光のファンタジー（12月中旬 - 1月中旬）

- 琵琶沼
- 浅舞公園
- 沼入りぼんでん
- 槻の木光のファンタジー

## 著名出身者
- 遠藤司（陸上選手）
- 大蛇潟金作（力士）
- 柿崎明二（ジャーナリスト）
- 佐々木昇平（漫画家）
- 佐藤尚（陸上選手）
- 前ノ山政三（力士）